# Shāhpur (ort i Indien, Madhya Pradesh, Dindori)
Shāhpur är en ort i Indien.   Den ligger i distriktet Dindori och delstaten Madhya Pradesh, i den centrala delen av landet, 700 km sydost om huvudstaden New Delhi. Shāhpur ligger 736 meter över havet och antalet invånare är 9 394.
Terrängen runt Shāhpur är kuperad åt nordost, men åt sydväst är den platt. Runt Shāhpur är det ganska glesbefolkat, med 29 invånare per kvadratkilometer. Närmaste större samhälle är Dindori, 12,0 km sydost om Shāhpur. Trakten runt Shāhpur består till största delen av jordbruksmark.